# Felsrelief von Ermenek
Koordinaten: 36° 37′ 41″ N, 32° 53′ 37″ O
Das Felsrelief von Ermenek war ein möglicherweise hethitisches Monument in der Südtürkei, das heute vermutlich zerstört ist.

## Lage
Das Relief lag auf dem Hügel Bezciler, südöstlich der Stadt Ermenek in der Provinz Karaman. Der Ort liegt im westlichen Taurusgebirge, etwa 70 Kilometer südwestlich der Provinzhauptstadt Karaman an der Straße von Silifke nach Beyşehir. Damit gehörte der Ort im 2. Jahrtausend v. Chr. zur Region Tarḫuntašša.

## Beschreibung und Deutung
Das Relief war bei der Auffindung von Leisten eingefasst, deren obere einen Giebel bildeten. Das stark verwitterte Bild zeigte eine männliche, nach links gehende Gestalt. Von der Kleidung war außer dem kurzen Rock wenig zu erkennen. Beide Arme scheinen vom Körper weggestreckt gewesen zu sein, der Kopf hatte eine runde Form.
Als erster berichtete 1939 Kurt Bittel in einer Notiz von dem Relief. Er schlägt – mit der Einschränkung „wenn das Relief von Ermenek wirklich hethitisch wäre“ – eine Datierung in die Zeit Muršilis II. im späten 14. Jahrhundert v. Chr. in Zusammenhang mit dessen Feldzügen vor. 1977 besuchte Kay Kohlmeyer vergeblich Ermenek, nach Angaben von Markus Wäfler soll es gesprengt worden sein. Kohlmeyer lehnt Bittels Argumentation ab, wobei er sich auf Details der Darstellung wie die Frontansicht des Oberkörpers, die abgestreckten Arme und den Giebelabschluss bezieht. Er vermutet eine wesentlich spätere Entstehung des Reliefs, möglicherweise in römischer Zeit. Als Eberhard P. Rossner 1987 den Ort aufsuchte, konnte er mit Hilfe eines lokalen Führers doch noch die untere Hälfte des Reliefs mit Beinen und Rocksaum finden. Ob der Rest des Bildes durch Witterungseinflüsse oder Zerstörung verschwunden war, konnte er nicht feststellen. Tayfun Bilgin berichtet auf der Webseite hittitemonuments.com, dass das Monument in den 1980er oder 1990er Jahren komplett zerstört wurde.